# Damián Vích
Damián Vích (14 de agosto de 1998) es un deportista de la República Checa que compite en atletismo. Ganó una medalla de plata en el Campeonato Europeo de Atletismo por Equipos de 2021, en la prueba de 3000 m obstáculos.